# Arnold Zweig
Arnold Zweig (Glogau, avui Głogów, Polònia, 10 de novembre de 1887 - Berlín, 26 de novembre de 1968) va ser un escriptor alemany.
Va estudiar a Breslau, Berlín, Göttingen i altres universitats d'Alemanya. Durant la Primera Guerra Mundial va ser soldat en l'exèrcit alemany i va servir en els dos principals fronts europeus. Fruit de les seues experiències en la guerra, l'any 1927 va escriure la novel·la "El cas del sergent Grischa" (Der Streit um den Sergeanten Grischa), considerada la seva millor obra i una de les millors novel·les bèl·liques i on relata la història d'un presoner de guerra rus víctima de la burocràcia prussiana. És la seua novel·la més coneguda i la primera d'un cicle de novel·les en les quals descriu l'impacte de la guerra sobre la societat capitalista.
Amb l'arribada en poder d'Adolf Hitler l'any 1933, va emigrar a Palestina, atesa la seua condició de fervorós antimilitarista i influent portaveu del sionisme. L'any 1948 va tornar a Alemanya Oriental on des de 1950 a 1953 va ser president de l'Acadèmia de les Lletres d'Alemanya Oriental. L'any 1958 va ser guardonat amb el Premi Lenin de la Pau entre els pobles.
La seua obra constitueix una mescla d'humanitat i realisme, amb una ironia subtil. Escriu sobre els jueus i el sionisme, com en la novel·la "De Vriendt torna a casa" (1933) i el llibre d'assajos "Insultat i exiliat" (1934). Les seues memòries es van publicar l'any 1967.